# Dissing+Weitling
Dissing+Weitling est un cabinet d'architecture et de design situé à Copenhague, au Danemark.
Les fondateurs, Hans Dissing et Otto Weitling, ont fondé l'entreprise à la mort d'Arne Jacobsen, dans le prolongement de son bureau où ils étaient tous deux employés.
Dissing+Weitling se distingue particulièrement par la conception d'un grand nombre de ponts à travers le monde, allant des petits ponts pour piétons et cyclistes à certains des ponts les plus longs du monde, notamment le Grand Belt danois, le pont de l'Øresund et le pont Osmangazi.

## Histoire
Hans Dissing et Otto Weitling sont des employés clés du bureau d'Arne Jacobsen et fondent Dissing+Weitling en 1971 après la mort de Jacobsen pour poursuivre et achever ses projets inachevés. Il s'agit notamment d'un hôtel de ville à Mayence, en Allemagne, qui a également été agrandi par Dissing+Weitling en 2008, d'un lieu de villégiature sur l'île de Fehmarn, au nord de l'Allemagne , et de l'ambassade du Danemark à Londres. En 1972, l'entreprise remporte les concours pour l'IBM Center de Hambourg et la Kunstsammlung Nordrhein-Westfalen de Düsseldorf, établissant ainsi le nom de l'entreprise à part entière,,.
Hans Dissing meurt en 1998 et Otto Weitling prend sa retraite du cabinet en 2002.